# Jõeääre
Jõeääre – wieś w Estonii, prowincji Rapla, w gminie Märjamaa.